# Studenec na Blokah
Studenec na Blokah je naselje v Občini Bloke.

## Prebivalstvo
Etnična sestava 1991:
- Slovenci: 72 (100 %)